# Карелина, Алёна Викторовна
Алёна Викторовна Карелина — трехкратная чемпионка мира по практической стрельбе (в разных дисциплинах), заслуженный мастер спорта России.
В практической стрельбе выступала в дисциплинах: ружьё (12 калибр), карабин пистолетного калибра (9х19), карабин (калибр .223), пистолет (калибр 9х19). Преимущественно в открытом классе.
В практической стрельбе допускается стрельба только из боевого оружия с ограничением по мощности снизу (не допускаются маломощные патроны).

## Биография
Карелина Алена Викторовна, родилась в Екатеринбурге.
Закончила Уральскую государственную Архитектурно-Художественную академию. Получила диплом промышленного дизайнера.
До практической стрельбы состояла в страйкбольной команде «ДОН», где познакомилась с Романом Халитовым (ныне тоже трехкратный чемпион мира по практической стрельбе). В 2012 году по напутствию Романа начала заниматься практической стрельбой. Совместные тренировки проходили, помимо Романа, который уже стремительно шёл к пьедесталу, вместе с одними из лучших стрелков России — мастерами спорта Александром Петуховым, Сергеем Шевченко, Александр Верхоланцевым. Перед глазами всегда были примеры лучших, и Алёна не знала, что можно стрелять как-то иначе, тянулась за мужчинами и пыталась стрелять наравне. Очень расстраивалась от того, что не получалось показать такой же результат.
Посетила первые крупные соревнования в 2013 году — Чемпионат России по ружью и победила, будучи совершенно неизвестной в спортивном сообществе. Это был первый опыт крупных соревнований в жизни.
Роман Халитов стал постоянным тренером, а также спутником жизни. Вместе завоевали множество всероссийских и международных наград, вместе выигрывали чемпионаты мира. В 2018 году поженились.
С 2013 по 2018 год основной дисциплиной в практической стрельбе являлось ружьё 12-го калибра. Из-за начинающихся проблем со спиной, ушла из данной дисциплины в 2019 году и сместила акцент на карабин пистолетного калибра.
С 2015 по 2019 год Алёна состояла в команде Калашников.
Оружие, с которым выступала на соревнованиях:
Ружьё: Сайга-12 исп. 340 (12 калибр)
Карабины: Сайга-МК .223, KSZ-223, SR1 (калибр 5.56x45)
Пистолет: Tanfoglio Gold Custom 9x19
Карабины пистолетного калибра: Сайга-9, STM-9 (9х19)

## Рекорды
С 2018 года Алёна Карелина выигрывает все матчи, в которых принимает участие. На многих всероссийских соревнованиях входила в ТОП-10 общего зачёта (включающего как мужчин, так и женщин), в том числе на чемпионатах России.
В 2013 году на финале Кубка России установила рекорд по проценту результата среди женщин на соревнованиях третьего уровня: 78 % от результата первого места в общем зачёте (по дисциплине «ружьё 12-го калибра»). В то время среди женщин такой процент считался недостижимым, так как для получения звания мастера спорта требовалось набрать минимум 75 %, что удавалось немногим. По итогам соревнований Карелина вошла в ТОП-16 стрелков матча. В одном из тиров был выведен рейтинг с «линией борща» — красной полосой с подписью, по которой условно определяли тех, кто должен сварить борщ. С тех пор появилась традиция: стрелок, результат которого находится ниже «линии борща», варит борщ на следующем соревновании. Многие мужчины стараются не оказаться за этой линией.
В последующие годы уровень «линии борща» продолжал расти. В 2015 году на чемпионате России Карелина вошла в ТОП-12 с процентом 88,57 % от победителя. В 2016 году её результат составил 90,59 %, а в 2017 — 91,42 % и место в ТОП-10.
В дисциплине «карабин пистолетного калибра» на крупных российских матчах Карелина достигала результата в 93 %.
Она неоднократно попадала на пьедестал в общем зачёте (включая мужчин и женщин) на клубных и региональных соревнованиях. В частности, на чемпионате Свердловской области 2015 года разделила пьедестал с Романом Халитовым, заняв второе место.
На чемпионате мира 2015 года в Италии, после неудачного третьего дня, она потеряла лидерство. Однако в заключительный день соревнований не допустила ни одной ошибки, показала максимально собранную и почти безупречную стрельбу, что позволило ей выиграть золото с минимальным отрывом от соперницы из Италии.
Алёна Карелина и Роман Халитов — одни из немногих стрелков, успешно выступающих во всех основных дисциплинах практической стрельбы: ружьё, пистолет, карабин и карабин пистолетного калибра.

## Звания
Заслуженный мастер спорта России.
Мастер спорта международного класса.

## Главные награды

### Чемпионаты мира личный зачёт
- Двукратная чемпионка мира по ружью (World Cup 2015 в Италии, World Cup 2018 — во Франции[2])
- Чемпионка мира по карабину в личном зачёте. Так же вошла в топ-5 в общем зачете среди мужчин и женщин. (World Cup 2017 в России).
- Серебряная призёрка в дуэли Чемпионата мира по карабину в общем зачете (мужчины и женщины) (World Cup 2017)

### Международные соревнования личный зачёт
- Четырёхкратная чемпионка Central-Euroopen Shotgun Open в Венгрии (CESO, 2016, 2017, 2019)
- Чемпионка Euro Extreme Open в Чехии по карабину в пистолетном калибре (2019)
- Чемпионка Eurasia Extreme Open по карабину в пистолетном калибре (2019)
- Двукратная чемпионка Eurasia Open по карабину в пистолетном калибре (2022, 2023)
- Чемпионка Eurasia Extreme Open по пистолету (2016)
- Чемпионка Central-Europen Shotgun Open 2016, 2017, 2019
- Чемпионка Shooting league continental

### Всероссийские соревнования, личный зачет
- Пятикратная чемпионка России по ружью (2013, 2015—2018[3])
- Чемпионка России по ружью в дуэли
- Двукратная чемпионка России по карабину пистолетного калибра (2019, 2022)
- Чемпионка России по тригану (пистолет, ружьё, карабин, 2016)

- Двукратная чемпионка России по пистолету
- Чемпионка России по пистолету в дуэли в общем зачете (мужчины и женщины)
- Чемпионка России в дуэли по карабину в общем зачете (мужчины и женщины, класс Калашников открытый)

### Командный зачёт
- Золото на чемпионате мира по ружью 2018
- Золото на чемпионате мира по карабину 2017
- Золото на Central-Euroopen Shotgun Open 2016
- Золото на Чемпионате России по пистолету в общем зачёте (2019 и 2021)

## Личная жизнь
Летом 2018 года вышла замуж за Романа Халитова.